# Scala lunga e scala corta
La scala lunga e la scala corta sono due sistemi di denominazione per numeri decimali superiori al milione.
In entrambe le scale il milione è pari a 106, mentre a partire da mille milioni (≥ 109) le scale divergono, impiegando gli stessi termini per indicare quantità diverse. Questi falsi amici possono essere causa di fraintendimenti.
- La scala lunga (dal francese échelle longue) è un sistema di denominazione numerica in cui ogni termine con suffisso "one" è 1 000 000 (un milione) di volte più grande del precedente: un bilione corrisponde ad un milione di milioni (1012), un trilione ad un milione di bilioni (1018) e così via, andando perciò, con gli esponenti, di 6 in 6. Generalizzando, nella scala lunga un "n-lione" equivale a 1 000 000n = 106n, dove "mi"→n=1, "bi"→n=2, "tri"→n=3, etc.
- La scala corta (dal francese échelle courte) è un sistema di denominazione numerica in cui ogni termine con suffisso "ion" (in inglese) è 1 000 (mille) volte più grande del precedente: un billion corrisponde a mille milioni (109), un trillion a mille billion (1012) e così via, andando perciò, con gli esponenti, di 3 in 3. Generalizzando, nella scala corta un "n-llion" equivale a 1 000 × 1 000n = 103n+3, dove "mi"→n=1, "bi"→n=2, "tri"→n=3, etc.

Il primo uso registrato delle locuzioni «scala lunga» e «scala corta» fu della matematica francese Geneviève Guitel nel 1975.

## Utilizzo
La scala corta è usata nei Paesi anglofoni e di lingua araba, mentre la scala lunga è impiegata nei Paesi dell'Europa continentale, fra cui l'Italia, e nella maggior parte dei Paesi la cui lingua è originaria dell'Europa continentale (eccetto il Brasile). In Asia orientale e meridionale vigono altri sistemi di denominazione.
L'Italia, assieme alla Francia, fu uno dei Paesi europei che si convertirono dalla scala lunga a quella corta durante il XIX secolo, ma tornò alla scala lunga nel XX secolo. Nel 1994 il Governo italiano confermò l'adozione della scala lunga.
Al contrario il Regno Unito, che ha adottato la scala lunga per gran parte del XIX e XX secolo, si convertì ufficialmente all'uso della scala corta nel 1974, allineandosi così agli Stati Uniti. Anche le Nazioni Unite adottano la scala corta per i propri documenti ufficiali in ragione dell'influenza degli Stati Uniti sulla comunità internazionale e della predominanza del dollaro statunitense sul mercato finanziario globale.

Distribuzione delle scale nel mondo
Celeste: scala lunga. Giallo: scala corta. Verde: entrambe in uso. Viola: sistemi di denominazione alternativi.

## Comparazione
La scala lunga si basa sulle potenze di un milione, mentre la scala corta si basa sulle potenze di mille. In entrambi i casi, il prefissoide bi- si riferisce all'esponente 2, tri- all'esponente 3, ecc. Tuttavia, solo nella scala lunga i prefissi indicano l'effettivo esponente di 1 000 000; ad esempio: bilione=1 000 0002, trilione=1 000 0003, etc.
Nella scala corta, invece, i prefissi indicano l'esponente di 1 000 meno uno, ovvero per ottenere l'esponente a partire dal prefisso si deve calcolare prefisso più uno; ad esempio: billion = 1 000(2+1) = 1 000 × 1 0002, trillion = 1 000(3+1) = 1 000 × 1 0003, etc.
Relazione tra i valori numerici e la rispettiva denominazione:
| Notazione scientifica | Prefisso SI | Prefisso SI | Valore numerico                   | Scala lunga (in italiano)                                                        | Scala lunga (in italiano)                                                        | Scala corta (in inglese)                                               | Scala corta (in inglese)                                               |
| Notazione scientifica | Prefisso    | Simbolo     | Valore numerico                   | Nome                                                                             | Logica                                                                           | Nome                                                                   | Logica                                                                 |
| --------------------- | ----------- | ----------- | --------------------------------- | -------------------------------------------------------------------------------- | -------------------------------------------------------------------------------- | ---------------------------------------------------------------------- | ---------------------------------------------------------------------- |
| 106                   | Mega        | M           | 1 000 000                         | milione                                                                          | 1 000 0001                                                                       | million                                                                | 1 000 × 1 0001                                                         |
| 109                   | Giga        | G           | 1 000 000 000                     | miliardo o mille milioni                                                         | 1 000 × 1 000 0001                                                               | billion                                                                | 1 000 × 1 0002                                                         |
| 1012                  | Tera        | T           | 1 000 000 000 000                 | bilione                                                                          | 1 000 0002                                                                       | trillion                                                               | 1 000 × 1 0003                                                         |
| 1015                  | Peta        | P           | 1 000 000 000 000 000             | biliardo o mille bilioni                                                         | 1 000 × 1 000 0002                                                               | quadrillion                                                            | 1 000 × 1 0004                                                         |
| 1018                  | Exa         | E           | 1 000 000 000 000 000 000         | trilione                                                                         | 1 000 0003                                                                       | quintillion                                                            | 1 000 × 1 0005                                                         |
| 1021                  | Zetta       | Z           | 1 000 000 000 000 000 000 000     | triliardo o mille trilioni                                                       | 1 000 × 1 000 0003                                                               | sextillion                                                             | 1 000 × 1 0006                                                         |
| 1024                  | Yotta       | Y           | 1 000 000 000 000 000 000 000 000 | quadrilione                                                                      | 1 000 0004                                                                       | septillion                                                             | 1 000 × 1 0007                                                         |
| etc.                  |             |             |                                   | Da un termine con suffisso "one" al successivo "one": moltiplicare per 1 000 000 | Da un termine con suffisso "one" al successivo "one": moltiplicare per 1 000 000 | Da un termine con suffisso "ion" al successivo: moltiplicare per 1 000 | Da un termine con suffisso "ion" al successivo: moltiplicare per 1 000 |

Il termine miliardo o la sua traduzione si può trovare in altre lingue europee e indica il valore 109. Esso è sconosciuto nell'inglese americano che usa billion. Il termine yard, derivante da milliard, è usato in ambiente finanziario anglofono data la sua univocità fonetica (diversamente da billion, che può essere più facilmente confuso con million).
Molti Paesi che adottano la scala lunga, fra cui l'Italia, usano i termini con suffisso "ardo" per indicare mille volte il corrispondente termine con suffisso "one": "miliardo" per indicare mille milioni (cioè 1 000 × 106 = 109), "biliardo" per indicare mille bilioni (della scala lunga, cioè 1 000 × 1012 = 1015), "triliardo" per indicare mille trilioni (della scala lunga, cioè 1 000 × 1018 = 1021), etc.

## Definizioni obsolete
Alcuni dizionari e vocabolari italiani riportano, per i termini che indicano numeri grandi (bilione, trilione, quadrilione, etc.), definizioni obsolete per quanto riguarda l'uso nei diversi paesi. Probabilmente tali definizioni risalgono alla prima metà del XX secolo, quando l'Italia e la Francia adottavano la scala corta e il Regno Unito adottava la scala lunga. Ad esempio:
- Quadrilione, in Il Nuovo De Mauro.
- Quadrilione, in Dizionario di Italiano Garzanti, Garzanti Linguistica.

Altri dizionari riportano invece definizioni corrette, ad esempio:
- Quadrilione, in Vocabolario Treccani on line, Istituto dell'Enciclopedia Italiana.
- Quadrilione, in Grande Dizionario Hoepli Italiano, Hoepli, 2015.

## Traduzioni
L'uso di termini assonanti per indicare grandezze (molto) diverse a seconda dell'uso prevalente della scala lunga o corta nelle diverse lingue crea frequenti problemi di traduzione (falsi amici). Ad esempio, traducendo pedissequamente dall'inglese billion all'italiano bilione (senza specificare l'uso della scala corta) si commette un errore per eccesso di 3 ordini di grandezza (103), da trillion a trilione l'errore sale a 6 ordini di grandezza (106), da quadrillion a quadrilione l'errore è di 9 ordini di grandezza (109) e così via.
Nella letteratura scientifica il problema viene aggirato utilizzando prevalentemente la notazione scientifica (potenze di dieci) o i prefissi del Sistema Internazionale, mentre nei testi finanziari prevalgono le traduzioni (corrette) billion↔miliardo e trillion↔mille miliardi. Tuttavia, la prassi di applicare la conversione di scala traducendo tra lingue che adottano scale diverse (oppure di specificare esplicitamente quale scala viene usata nel testo tradotto) non è ancora sistematica. Alcuni esempi da fonti ufficiali: 
- Esempio di traduzione corretta:
  - versione in italiano - scala lunga:  Allegato alla direttiva 96/49/CE del Consiglio, in Gazzetta Ufficiale della Comunità Europea,  p. 11.
  - versione inglese - scala corta: (EN) Annex to Council Directive 96/49/EC of 23 July 1996, in Official Journal of the European Communities,  p. 11.

- Esempio di traduzione incoerente: nel database terminologico IATE, la traduzione del termine inglese trillion in italiano restituisce due gruppi di risultati: uno corretto (bilione o mille miliardi - ambiti monetary economics e applied sciences) e uno errato (parts per trillion viene tradotto parti per trilione in ambito chemistry).

Anche nel giornalismo gli articoli in italiano basati su lanci di agenzia (o traduzioni di articoli) in inglese presentano spesso gli stessi problemi. Alcuni esempi riferiti al superamento dei mille miliardi di dollari di capitalizzazione da parte dei titoli azionari di Apple e Microsoft:
- Esempi di traduzione corretta (N.B.: negli URL è rimasta però la traduzione "letterale"):
  -  Microsoft è a quota 1 bilione di dollari di capitalizzazione, su eurogamer.it.
  -  Microsoft, capitalizzazione di un Bilione di dollari entro il 2020!, su windowsinsiders.com.

- Esempi di traduzione incoerente (dove "trilione" e mille miliardi/bilione vengono erroneamente usati come equivalenti):
  -  Ufficiale: Apple vale un trilione di dollari, su money.it.
  -  Microsoft entra nel club del trilione, valutazione sopra i mille miliardi, su ilsole24ore.com.

- Esempi di traduzione errata:
  -  Apple è la prima azienda da 1 trilione di dollari, su webnews.it.
  -  Microsoft nel "club del trilione", sorpassa Apple per capitalizzazione, su huffingtonpost.it.

Peraltro anche il servizio Google Translate cade nella trappola dei falsi amici. Ad esempio:
- L'italiano Trilione viene tradotto in inglese: Trillion (errato)
- L'inglese Trillion viene tradotto in italiano: Trilioni di (errato)